# Williamsburg (Pensilvânia)
Williamsburg é um distrito localizado no estado norte-americano de Pensilvânia, no Condado de Blair.

## Demografia
Segundo o censo norte-americano de 2000, a sua população era de 1345 habitantes.
Em 2006, foi estimada uma população de 1270, um decréscimo de 75 (-5.6%).

## Geografia
De acordo com o United States Census Bureau tem uma área de
1,0 km², dos quais 1,0 km² cobertos por terra e 0,0 km² cobertos por água. Williamsburg localiza-se a aproximadamente 257 m acima do nível do mar.

## Localidades na vizinhança
O diagrama seguinte representa as localidades num raio de 20 km ao redor de Williamsburg.